# Фрайенхаген (Айхсфельд)
Фрайенхаген (нем. Freienhagen) — община в Германии, в земле Тюрингия.
Входит в состав района Айхсфельд. Подчиняется управлению Ханштайн-Рустеберг. Население составляет 305 человек (на 31 декабря 2010 года). Занимает площадь 4,10 км².